# Bornos
Bornos là một đô thị trong tỉnh Cádiz, Tây Ban Nha.

## Dân số
| 1999  | 2000  | 2001  | 2002  | 2003  | 2004  | 2005  |
| ----- | ----- | ----- | ----- | ----- | ----- | ----- |
| 8.029 | 7.897 | 7.979 | 7.987 | 8.064 | 8.082 | 8.164 |

Nguồn: INE (Tây Ban Nha)